# Republica Federală Cehă și Slovacă
Republica Federală Cehă și Slovacă (în cehă Česká a Slovenská Federativní Republika, în slovacă Česká a Slovenská Federatívna Republika, abreviată ČSFR) a fost numele oficial al Cehoslovaciei din 1990 până în anul 1992, un stat federal și ultima formă istorică a Cehoslovaciei înainte de dispariția sa. Denumirea oficială în limba slovacă era Česká a Slovenská Federatívna Republika. Republica Federativă Cehă și Slovacă era o federație formată din Republica Cehă și Republica Slovacă. Denumirea inițială a fost Republica Federală Cehoslovacă (Československá federativní republika) pentru o lună, între 29 martie și 23 aprilie 1990. În această perioadă, ČSFR a mai folosit în continuare emblema de ČSSR.

## Numele Cehoslovaciei
Pentru mai multe detalii despre acest subiect, vedeți Războiul cu cratimă.
După căderea regimului comunist din Cehoslovacia, Republica Socialistă Cehoslovacă a fost redenumită Republica Federativă Cehoslovacă (Československá federativní republika) la 29 martie 1990. După ce a izbucnit o dispută privind numele statului comun (vezi războiul cu cratimă, în cehă pomlčková válka), Republica Federativă Cehoslovacă a fost redenumită Republica Federală Cehă și Slovacă (Česká a Slovenská Federativní Republika în limba cehă și Česká a Slovenská Federatívna Republika în limba slovacă) începând cu 23 aprilie 1990.
Numele este scris incorect și a fost creat din cauza unei alte dispute legate de războiul cratimei, cea legată de majuscula "S". După noiembrie 1989, unii reprezentanți slovaci au cerut, de asemenea, un "S" majuscul pentru "Slovenská", dar reprezentanții cehi, în special, nu au dorit să accepte această versiune.
Această parte a litigiului se referea la denumirea "Česká a Slovenská federativní republika" vs. "Česká a slovenská federativní republika". Conform ortografiei cehe și slovace, adjectivele formate din substantive proprii se scriu cu minusculă. În același timp, denumirile formate din mai multe cuvinte se scriu cu majusculă doar pentru primul cuvânt (cu excepția cazului în care celelalte cuvinte conțin un alt substantiv propriu). Ca un compromis, denumirea "Republica Federativă Cehă și Slovacă" a fost în cele din urmă aprobată de Adunarea Federală ca lege constituțională pentru a schimba numele Republicii Federative Cehoslovace, chiar dacă contrazicea ortografia celor două limbi.

## Divorțul de Catifea
Pentru mai multe detalii despre acest subiect, vedeți Divorțul de Catifea.
După negocieri îndelungate, Republica Federativă Cehă și Slovacă a luat sfârșit la 31 decembrie 1992, odată cu adoptarea actului constituțional al Adunării Federale privind dizolvarea Republicii Federative Cehe și Slovace.